# Verlag Jörg Mitzkat
Der Verlag Jörg Mitzkat wurde 1994 von Jörg Mitzkat gegründet und hat seinen Sitz in Holzminden in Südniedersachsen.
Seit 1995 produziert der Verlag Bücher mit Bezug zur Region des Weserberglandes, Südniedersachsen sowie Ostwestfalen-Lippe. Neben anspruchsvoll gestalteten Bildbänden bilden Bücher zur Geschichte der Juden in der Region sowie zu NS-Zwangsarbeit einen Schwerpunkt der Verlagsarbeit. Regelmäßige Publikationen sind das Jahrbuch des Heimat- und Geschichtsvereins für Landkreis und Stadt Holzminden e. V., das Jahrbuch für den Kreis Höxter sowie die jährliche Publikation des Arbeitskreises für Theorie und Lehre der Denkmalpflege.
Der Verlag ist Mitglied im Börsenverein des Deutschen Buchhandels. 2023 wurde der Verlag Jörg Mitzkat mit dem Deutschen Verlagspreis ausgezeichnet.